# Jagdgeschwader 301
Jagdgeschwader 301 foi uma unidade aérea da Luftwaffe que prestou serviço durante a Segunda Guerra Mundial. A ordem da sua criação foi lançada a 26 de Setembro de 1943 e foi de facto criada a 1 de Outubro de 1943 em Neubiberg, sendo composta por uma Stab e três Gruppen. A unidade praticava a técnica Wilde Sau.